# Karl Udel
Karl Udel (Varaždin, 6 de febrero de 1844-Viena, 27 de enero de 1927), también conocido como Carl Udel o Karl Udl fue un  violonchelista, tenor y compositor austriaco especialmente conocido en su tiempo por la fundación y dirección del cuarteto humorístico de la Wiener Männergesangsverein, el Udel-Quartett.

## Carrera musical
Además de tocar en su conocido cuarteto (Udel-Quartett), trabajaba en el Carltheater y el Theater in der Josefstadt.
Entre 1876 y 1897 fue profesor de violonchelo en la Gesellschaft der Musikfreunde de Viena, donde tuvo alumnos como Eduard Rosé o Ferdinand Hellmesberger, entre otros.
La ciudad de Viena le dedicó una tumba honorífica en el Cementerio central de Viena (33A-5-30).

## Reconocimientos
En 1938 la capital Austria le dedicó una calle (Udelweg “paseo de Udel”) en el barrio de Simmering.